# Jeanne Nilusmas
Jeanne Nilusmas (née le 22 août 1956 à Gros-Morne) est une athlète française, spécialiste du saut en longueur.

## Biographie
Jeanne Nilusmas est sacrée championne de France du saut en longueur en 1982 à Colombes.
Son record personnel, établi en 1984, est de 6,32 m.